# Ernest Neuhard
Ernest Neuhard (Troyes, 10 de novembro de 1903 — Meaux, 10 de setembro de 1980) foi um ciclista francês. Ele terminou em último lugar no Tour de France 1933.